# Wilhelm Höck
Wilhelm Höck (* 21. Oktober 1907 in Köln; † 4. März 1983 in Salzgitter) war ein deutscher Politiker der CDU.

## Leben und Beruf
Nach dem Abitur auf dem städtischen Realgymnasium in Köln studierte Höck, der römisch-katholischen Glaubens war, Naturwissenschaften in Bonn und Göttingen. Hier trat er im Sommersemester 1928 der katholischen Studentenverbindung W.K.St.V. Unitas Göttingen bei. 1934 wurde er zum Dr. rer. nat. promoviert und arbeitete zunächst als wissenschaftlicher Assistent. Von 1935 bis 1938 war er bei den Süddeutschen Telefon-, Kabel- und Drahtwerken in Nürnberg und anschließend bis 1941 beim Dortmund-Hörder Hüttenverein tätig. Von 1941 bis zum Kriegsende war er Geschäftsführer der Versuchsanstalt Stahlwerke mit Sitz in Braunschweig und Watenstedt-Salzgitter.
Nach dem Zweiten Weltkrieg wurde Höck technischer Direktor Fahrzeug- und Maschinenbau Watenstedt GmbH in Salzgitter-Lebenstedt und Geschäftsführer der Linke-Hofmann-Busch GmbH.

## Partei
Höck gehörte 1945 zu den Mitbegründern des CDU-Landesverbandes Braunschweig.

## Abgeordneter
1946/47 war Höck ehrenamtlicher Beigeordneter und Stadtrat in Salzgitter.
Höck gehörte von 1953 bis 1961 dem Deutschen Bundestag an. Dabei gewann er jeweils das Direktmandat im Wahlkreis Gandersheim – Salzgitter.

## Öffentliche Ämter
Höck war von 1948 bis 1952 Oberbürgermeister von Salzgitter, nachdem er zuvor bereits zwei Jahre Stellvertreter des Oberbürgermeisters gewesen war.

## Ehrungen
1958 wurde Wilhelm Höck von Kardinal-Großmeister Nicola Kardinal Canali zum Ritter des Päpstlichen Ritterordens vom Heiligen Grab zu Jerusalem ernannt und am 6. Dezember 1958 im Kölner Dom durch Lorenz Jaeger, Großprior der deutschen Statthalterei, investiert.
Höck wurde 1975 die Ehrenbürgerwürde der Stadt Salzgitter verliehen. Nach ihm ist dort der Doktor-Wilhelm-Höck-Ring benannt.